# Tomba del tuffatore
La tomba del tuffatore è un manufatto dell'arte funeraria della Magna Grecia di rilevante valore storico-artistico, una delle rare testimonianze di pittura greca, figurativa e non vascolare. Le pareti del manufatto e la stessa lastra di copertura sono interamente intonacate e decorate con pittura parietale di soggetto figurativo, realizzata con la tecnica dell'affresco. 

## Descrizione

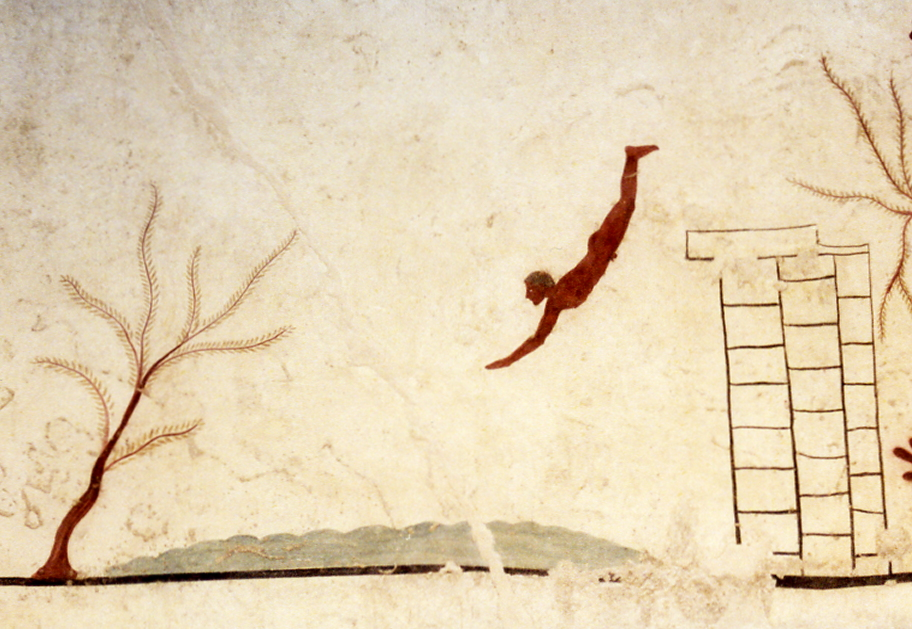
Dettaglio della lastra di copertura.

La tomba prende il nome dalla raffigurazione sulla lastra di copertura. Si tratta di una tomba a cassa, costituita da cinque lastre calcaree in travertino locale che, al momento del ritrovamento, si presentavano fra loro accuratamente interconnesse e stuccate, tanto che non vi era traccia di terra franata all'interno. Il pavimento della cassa era costituito dallo stesso basamento roccioso su cui era realizzata la tomba. Le pitture erano perfettamente conservate, tranne sull'intonaco del lato a sud, che appariva un poco eroso. 
Il corredo funerario rinvenuto all'interno della sepoltura era costituito da un'unica lekythos attica a figure nere,  due beccucci di ariballi in alabastro per unguenti e alcuni frammenti di un carapace di tartaruga, probabilmente appartenenti alla cassa di risonanza di una lyra. Sebbene i pochi resti dello scheletro si siano polverizzati al momento dell'apertura, la sepoltura viene comunemente attribuita ad un giovane.

## Rinvenimento
La tomba del tuffatore fu rinvenuta il 3 giugno del 1968, a circa due chilometri a sud di Paestum, in una piccola necropoli di fine VI - inizio V secolo a.C., in località Tempa del prete. La tomba del tuffatore fu portata alla luce nel corso di sistematiche campagne di scavo condotte da Mario Napoli, a partire dal 1967, volte ad indagare le necropoli pestane.

## Datazione
Gli oggetti di corredo, in particolare la lekythos attica, unitamente alle considerazioni stilistiche, hanno permesso una chiara datazione della tomba al decennio compreso tra il 480 e il 470 a.C. Il manufatto si situa quindi nell'epoca aurea dell'arte pestana, in un contesto politico-sociale che aveva visto, meno di vent'anni prima, l'edificazione del tempio di Atena (impropriamente detto di Cerere) e che avrebbe portato, nel lasso di due o tre decenni, al sorgere del più compiuto esempio dell'architettura pestana, il celebre tempio c.d. di Nettuno.

## Apparato iconografico
Alcune delle scene rappresentate richiamano una cornice conviviale, interpretando schemi tipici e di ampia diffusione nella coeva ceramica attica a figure rosse. Dieci uomini inghirlandati, adagiati sui tipici letti triclinari (le klinai), sorpresi in pose simposiali, animano le raffigurazioni delle pareti più lunghe. Le mani sono impegnate a sorreggere le kylikes, o ad impugnare strumenti musicali, l'aulos o la lyra. 
Musica e conversazione si inframezzano a invocazioni al bere o all'intrattenimento del kottabos. Sulla lastra nord, due ospiti, posate le coppe su un basso tavolino, indugiano in gesti di affetto omosessuale sotto lo sguardo incuriosito di un terzo. 
Sulla lastra est, un giovane convitato attinge vino da un grosso cratere inghirlandato, posato su un tavolo festonato, allontanandosi recando con sé una oinochoe. 
Sulla lastra sud, un altro convitato, accompagnato dal flauto del suo vicino, si cimenta in un canto, reclina il capo e la mano va a toccarsi la fronte, abbandonandosi al gesto convenzionale dell'estasi; sul lato opposto è raffigurato un convitato che stringe tra le dita un oggetto bianco, interpretato da Mario Napoli come un uovo, probabile rimando a culti orfico-pitagorici.
Sulla lastra ovest, una giovane auletride con una veste trasparente inaugura un breve corteo scandendo, al suono del suo strumento, l'incedere leggero e danzante (partenza o arrivo?) di un giovane nudo, che, le spalle cinte appena da un leggero drappo azzurro, pare quasi indugiare nell'ampio gesto disteso della mano destra. Chiude il corteo un più maturo uomo barbato, interpretato da Mario Napoli come un paidagogos, ammantato da un chitone ed appoggiato al nodoso bastone da passeggio. 
Sulla lastra di copertura vi è infine la celebre scena che ha dato il nome alla sepoltura, un tema raramente utilizzato, ma mai in modo così astratto, dall'arte greca: un giovane nudo in tuffo, sospeso in aria, ha superato una struttura simile ad un trampolino ed è in procinto di entrare in uno specchio d'acqua. 

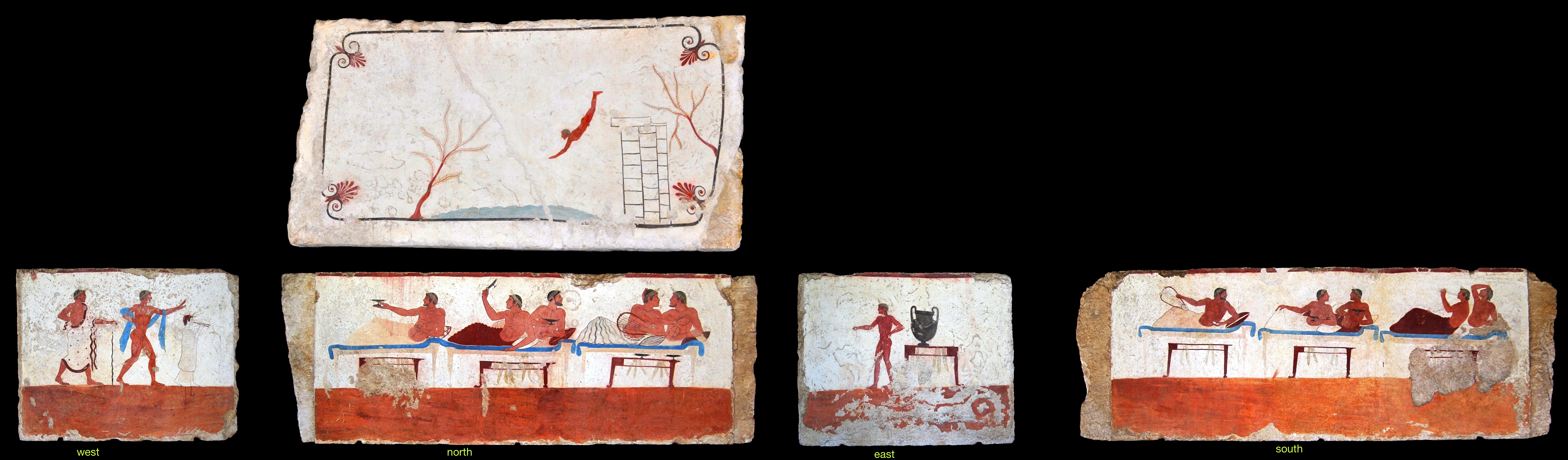
Visione di insieme
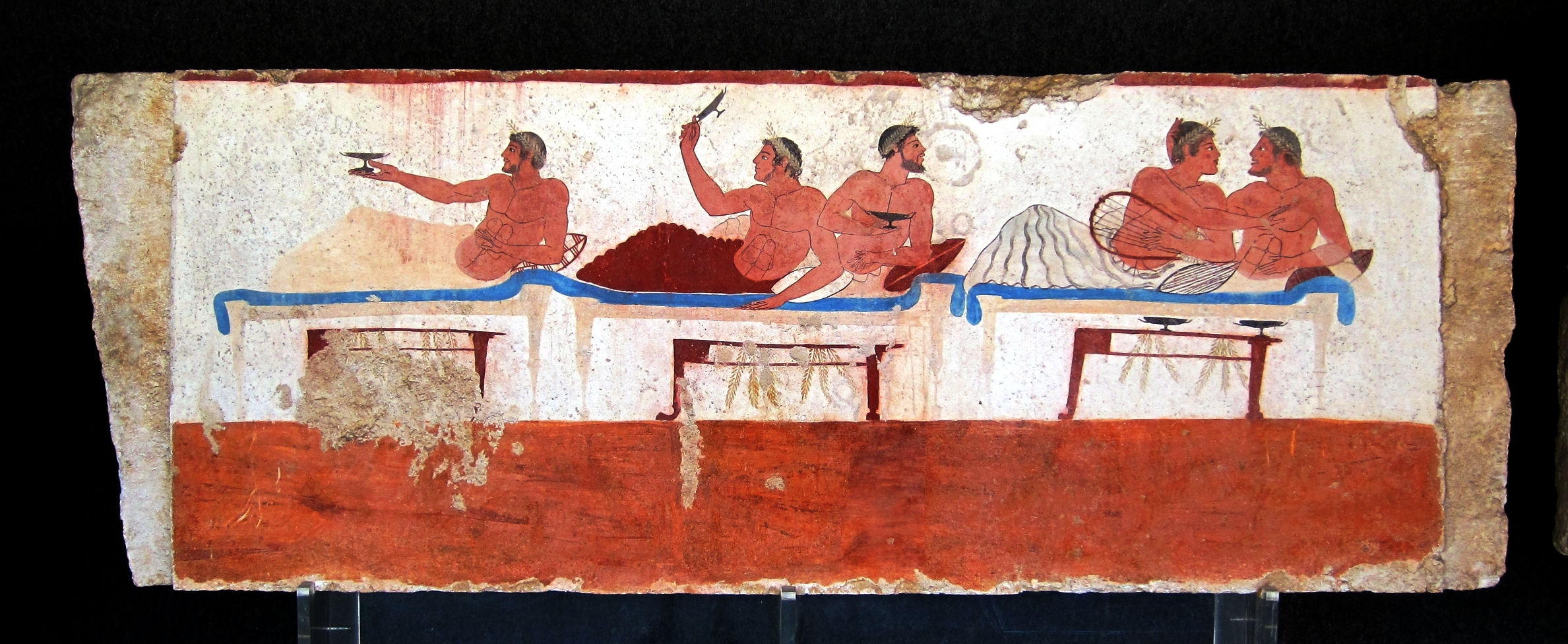
Parete nord
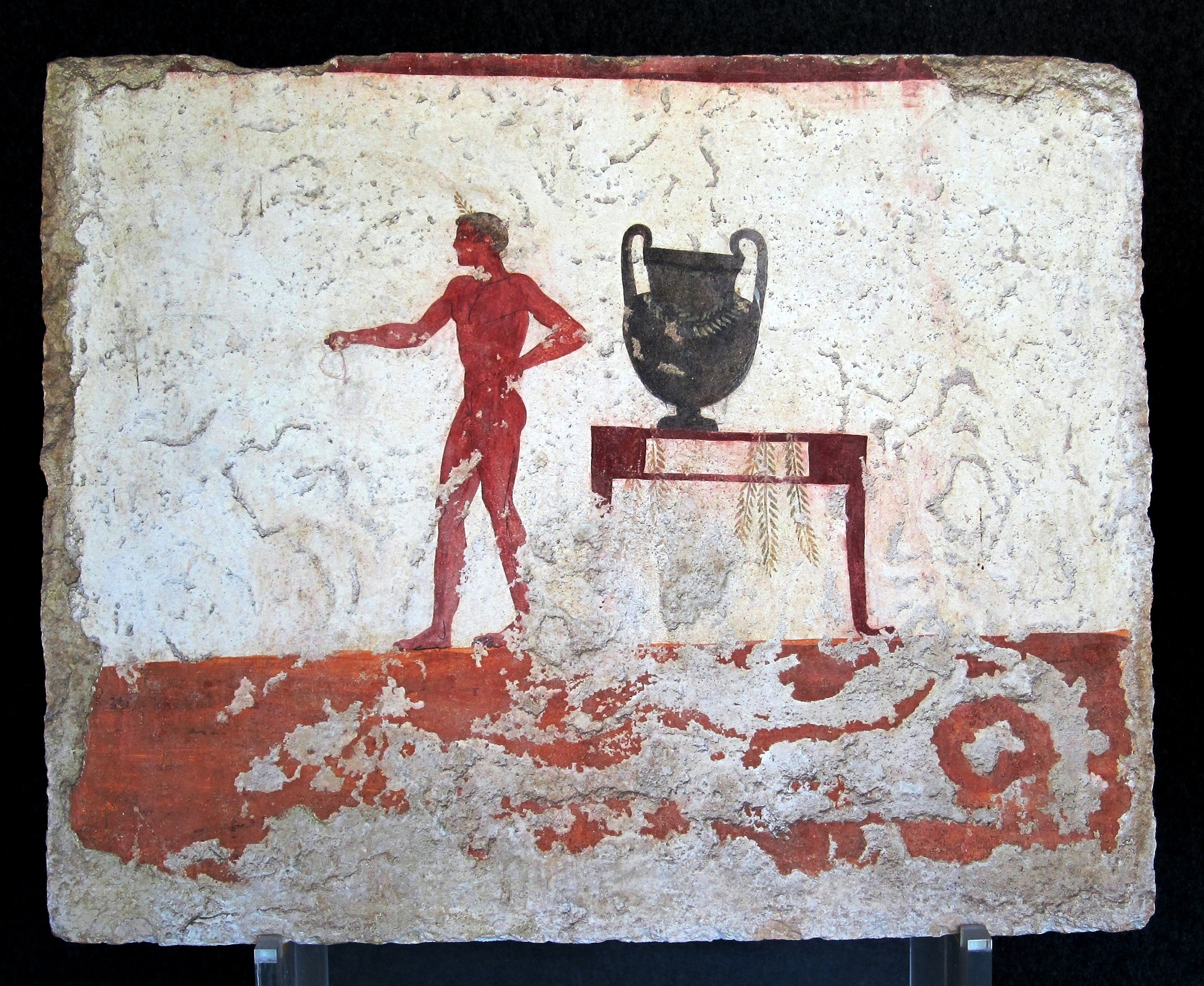
Parete est
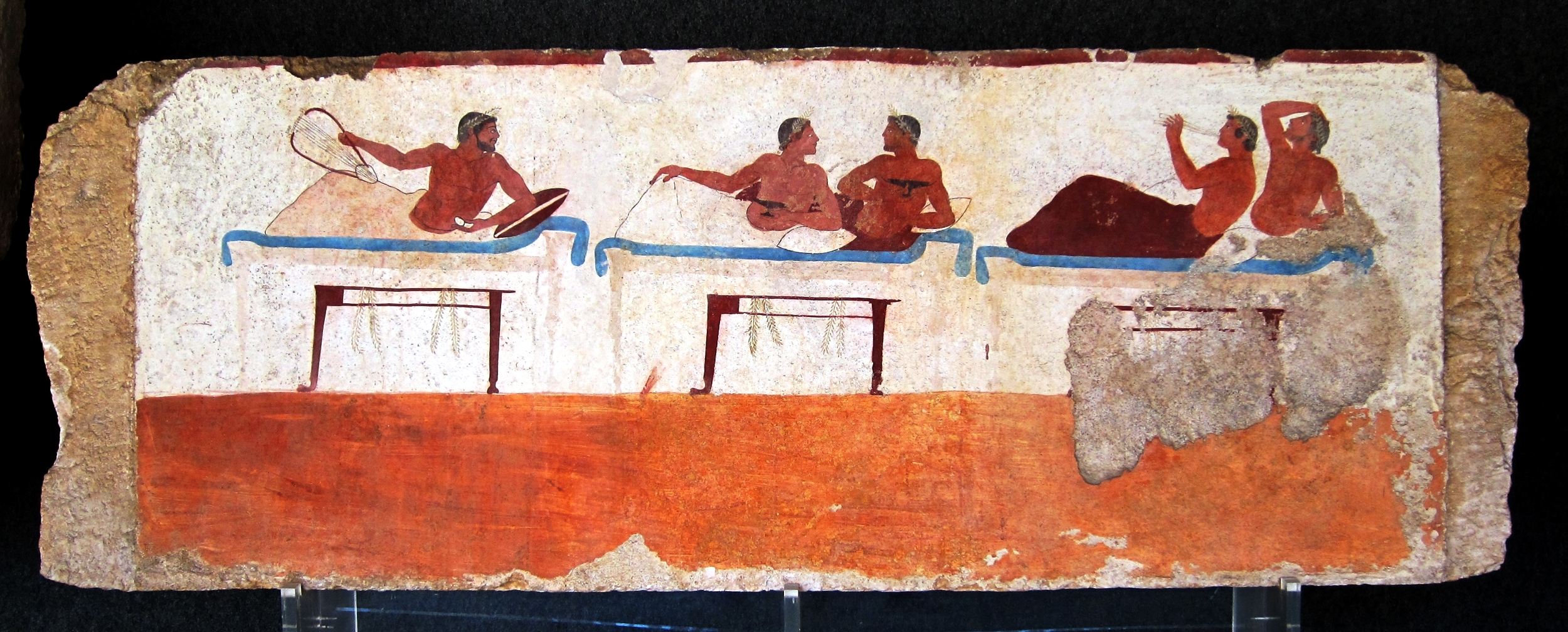
Parete sud
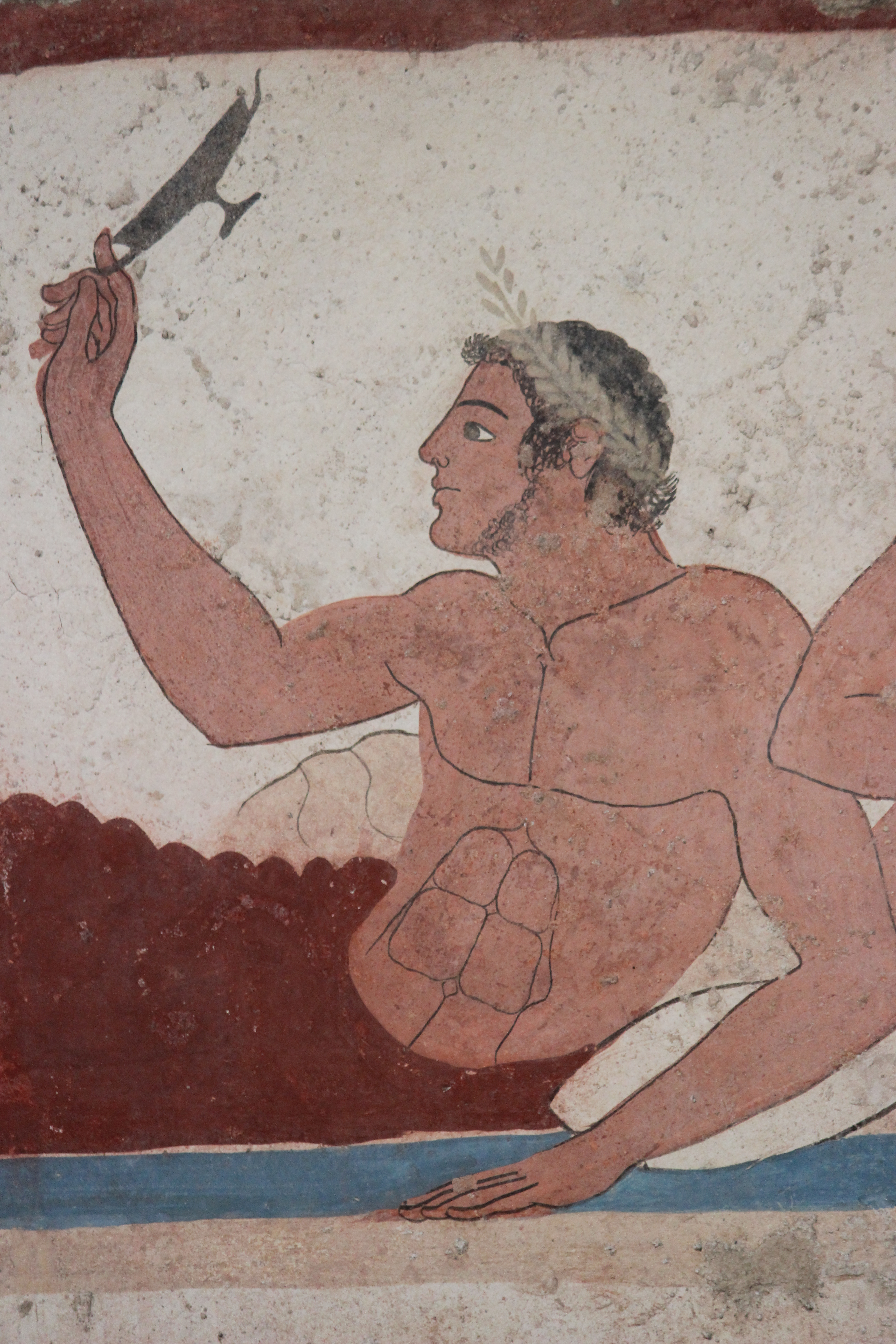
Parete sud, particolare del gioco del kottabos
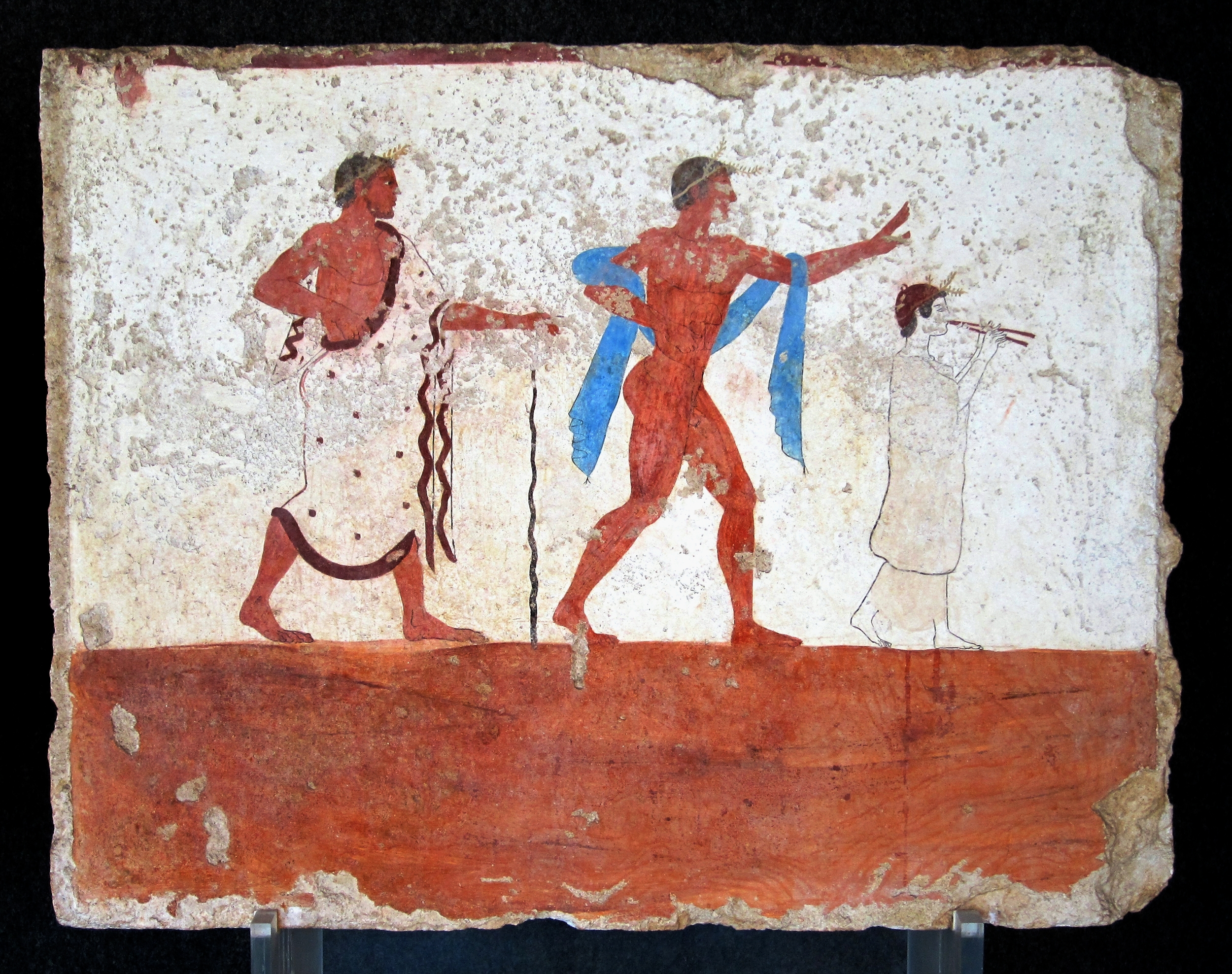
Parete ovest
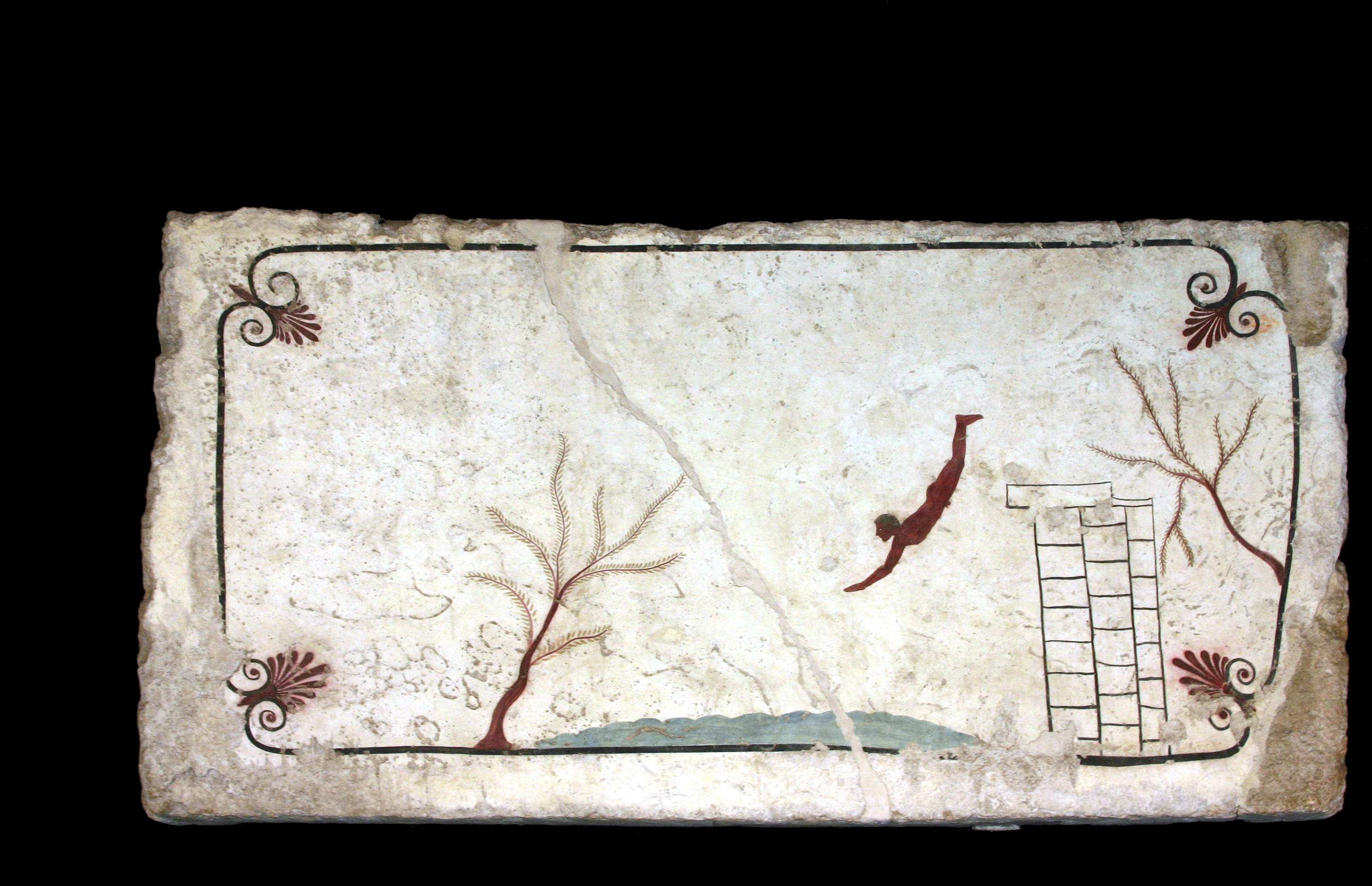
Lastra di copertura

### Significato
Le scene raffigurate sulle lastre laterali non presentano problemi interpretativi, rimandando tutte ad un simposio (con l'eccezione della lastra ovest). L'interpretazione della lastra di copertura, con l'immagine del tuffatore, è invece al centro di una discussione. Quasi tutti gli studiosi concordano nell'attribuire al tuffo un significato non letterale, ma simbolico, quale simbolo del passaggio dalla morte all'aldilà. 
La piattaforma da cui si slancia il tuffatore allude forse alle pulai, le mitiche colonne poste da Ercole a segnare il confine del mondo, assurte a simbolo del limite della conoscenza umana. Lo specchio d'acqua, secondo la stessa opinione dello scopritore, con il suo orizzonte curvo e ondulato, rappresenterebbe il mare aperto e ondoso. La posa atletica, così ravvicinata al piedistallo da far sembrare il tuffo un sorvolo, simboleggerebbe il transito verso un mondo di conoscenza: un orizzonte diverso da quella della conoscenza terrena cui un giovane greco accede secondo le convenzioni e le esperienze esemplificate nelle pratiche simposiali: l'abbandono al vino, all'eros, all'arte, sia essa musica, canto o poesia.

### Contesto nell'arte greca
La notizia della scoperta della tomba animò l'VIII Convegno tarantino sulla Magna Grecia, dove essa fu presentata poco dopo la scoperta in un clima di speranze ed eccitazione. Da lì la notizia rimbalzò presto, in tutto il mondo, con un'eco vasta e non confinata al solo ambiente delle pubblicazioni scientifiche. 
Mario Napoli, fin dal momento della sua scoperta, interpretò i dipinti della tomba come unico esempio rimastoci della grande pittura greca. Tuttavia, questo manufatto rimane di problematica collocazione nel contesto evolutivo dell'arte greca, a causa dell'estraneità, al mondo greco, del costume di dipingere le tombe. Le interpretazioni avanzate dagli altri autori, tengono conto delle possibili influenze etrusche e dell'esistenza di una tradizione locale di tombe dipinte a Paestum.

#### Possibili influenze etrusche
L'uso di figurazioni nelle sepolture, se sostanzialmente sconosciuto alla Magna Grecia, risulta invece più frequente nell'Etruria meridionale in età arcaica, quando sono attivi a Tarquinia artisti di origine greco ionica.. L'unicità delle pitture della tomba del Tuffatore potrebbe essere interpretabile quale frutto dell'influsso degli Etruschi, a loro volta influenzati dall'arte greca attica e ionica, stanziati a nord del fiume Sele, sulla cultura dei Greci di Poseidonia. 
Anche l'associazione tra temi ultraterreni e contesti conviviali potrebbe risentire di un influsso artistico e cultuale proveniente dal mondo etrusco, fornendo una piena testimonianza della profondità e reciprocità degli scambi culturali e artistici tra le due civiltà sulle due sponde del Sele.
Allo stesso momento è da notare come essa marchi notevoli differenze con le raffigurazioni artistiche dell'arte etrusca. Si confronti ad esempio l'atmosfera sospesa della scena del tuffo, in un contesto astratto e stilizzato, con quella, fortemente naturalistica, che pervade pitture funerarie etrusche come la tomba della Caccia e della Pesca di Tarquinia.

Simposio, Tomba dei Leopardi, 473 a.C., Necropoli dei Monterozzi, Museo archeologico nazionale di Tarquinia
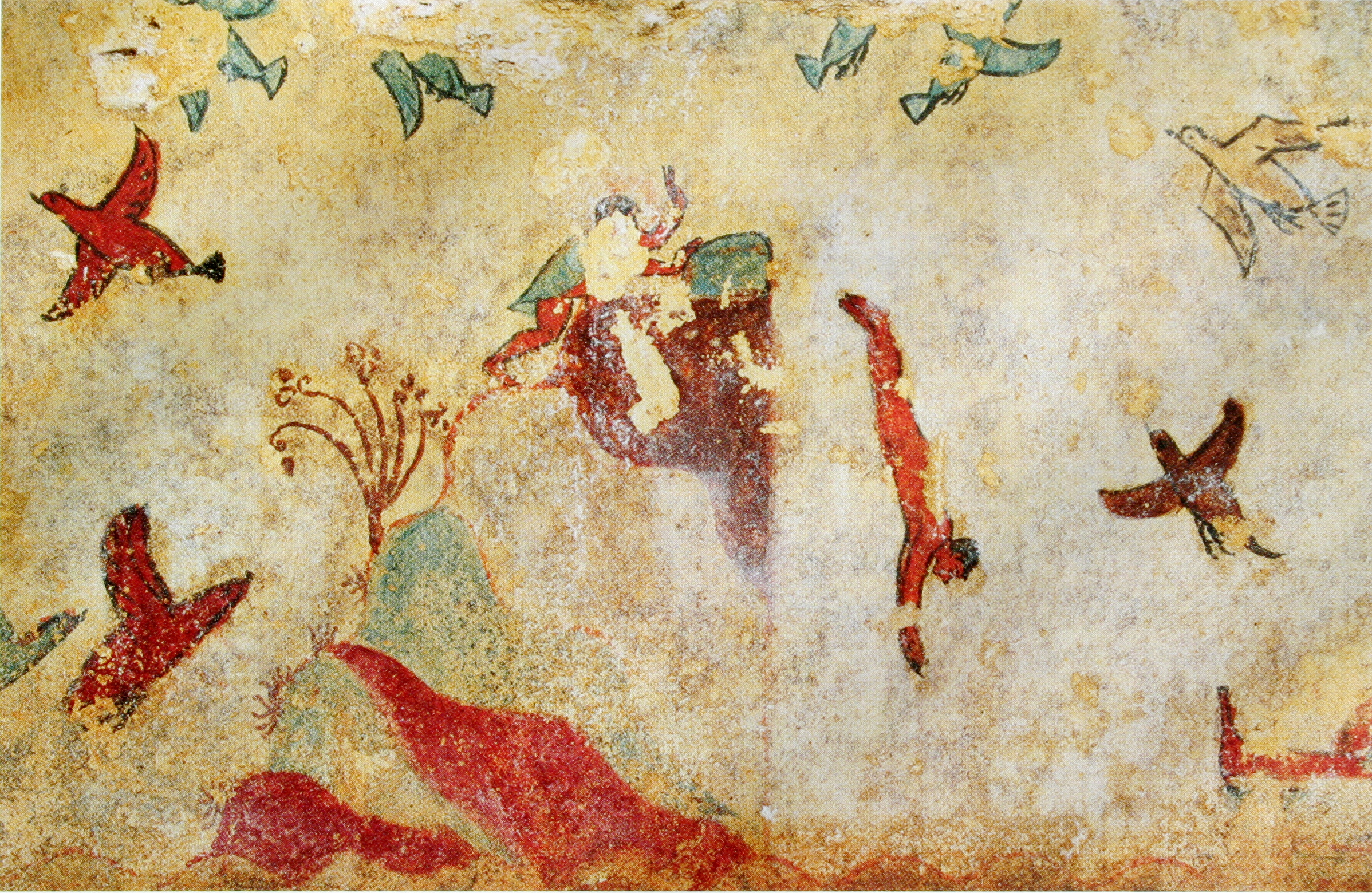
Tuffatore, Tomba della Caccia e della Pesca, VI secolo a.C.. Necropoli dei Monterozzi

#### Tradizione locale

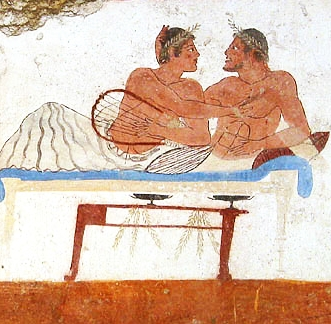
Un eromenos con il suo erastès durante un simposio.

Il ritrovamento nei dintorni di Paestum di circa una ventina di tombe dipinte, ma senza scene figurate, di periodo greco databili a cavallo tra la fine del VI e l'inizio V sec. a.C., sembra testimoniare l'esistenza di una tradizione locale che culminerebbe nella tomba del Tuffatore. Tra queste, riveste un'importanza particolare la "Tomba delle Palmette" – rinvenuta nel 1998 nella necropoli di Arcioni appena fuori dalla cinta muraria nord-occidentale di Paestum e resa fruibile al pubblico a partire dall'ottobre del 2016 –, che presenta una lastra di copertura dipinta con una cornice con palmette agli angoli, analoga a quella del Tuffatore.

## La pittura funeraria pestana del IV sec. a.C.
La tomba non costituisce il solo esempio della pittura funeraria figurativa pestana. Circa ottant'anni dopo la sua realizzazione, la città venne conquistata dai Lucani, le cui tombe presentano un ricco ciclo di raffigurazioni. Datate perlopiù a partire dalla metà del IV secolo a.C., alcune di esse sono esposte all'interno del Museo Archeologico Nazionale di Paestum nella sala contigua a quella della Tomba del Tuffatore, o, come nel caso della tomba di Albanella detta della fanciulla offerente, al Museo Archeologico Nazionale di Napoli.
Ai temi espressi dalla Tomba del tuffatore si vanno a sostituire corse di bighe e quadrighe, guerrieri a cavallo in partenza per l'ultimo viaggio, cortei echeggianti di lamentazioni femminili, pugilatori insanguinati, cani, cervi, cacciatori, ippogrifi. Sono nuovi soggetti, espressione del cambiamento della classe politica pestana, che restituiscono un mutato clima artistico e storico.